# 右代啓欣
右代 啓欣（うしろ ひろよし、1994年〈平成6年〉10月25日 - ）は、日本の陸上競技選手（十種競技）。北海道江別市生まれ。兄は十種競技選手（ロンドン五輪、リオ五輪日本代表選手）の右代啓祐。
身長187cm、体重83kg、O型。東京高校卒業。国士舘大学体育学部、国士舘大学大学院スポーツ科学部卒業。

## 人物・エピソード
- 幼少期は悪夢に悩まさられ、夢をコントロールするトレーニングをするようになり、潜在意識で明晰夢をみれるようになったという。
- 兄（右代啓祐）の活躍を北海道新聞で見て「兄のようになりたい」と兄を目標に、中学生の頃から陸上競技をはじめ[1]、常に日本のトップに居る。[2]。